# Accounts of Chemical Research
Accounts of Chemical Research (usualmente abreviada como Acc. Chem. Res.) es una revista científica revisada por iguales, publicada desde 1968 por la American Chemical Society. ACR está actualmente indexada y se pueden ver resúmenes de sus artículos en: CAS, British Library, CAB International, EBSCOhost, Proquest, PubMed, SCOPUS, SwetsWise y Web of Science.
El actual Editor-Jefe es el Profesor Joan S. Valentine. En 2014 alcanzó un factor de impacto ISI de 22,323.

## Métricas de revista
2022
- Web of Science Group : 22.384
- Índice h de Google Scholar: 415
- Scopus: 22.318